# Újléta
Újléta is een plaats (község) en gemeente in het Hongaarse comitaat Hajdú-Bihar. Újléta telt 1093 inwoners (2001).